# Rhyacophila lepcha
Rhyacophila lepcha är en nattsländeart som beskrevs av Schmid 1970. Rhyacophila lepcha ingår i släktet Rhyacophila och familjen rovnattsländor. Inga underarter finns listade i Catalogue of Life.